# Izvenčutno zaznavanje
Izvenčutno zaznavanje, tudi ekstrasenzorično zaznavanje ali s kratico ESP, imenovano tudi šesti čut, je domnevna nadnaravna sposobnost sprejemanja informacij, ki niso pridobljene s poznanimi čutili, ampak so zaznane z umom. Izraz je verjetno skoval psiholog J. B. Rhine z univerze Duke (ZDA), da bi z njim označil prerokovalske sposobnosti, kot so intuicija, telepatija, psihometrija, jasnovidnost in mnoge druge. Drugi vid je oblika zunajčutnega zaznavanja, pri kateri oseba zazna informacije v obliki vizije o prihodnjih dogodkih, preden se ti zgodijo (prekognicija), ali o stvareh ali dogodkih na oddaljenih lokacijah (gledanje na daljavo).
Ker za obstoj ESP in drugi vid ni znanstvenih dokazov, ju uvrščamo med psevdoznanosti.

## Zgodovina
V tridesetih letih 20. stoletja sta na Univerzi Duke v Severni Karolini (ZDA) J. B. Rhine in njegova žena Louisa E. Rhine izvedla raziskavo izvenčutnega zaznavanja. Medtem ko se je Louisa Rhine osredotočila na zbiranje anekdot o spontanih primerih, je J. B. Rhine večinoma delal v laboratoriju, kjer je natančno definiral izraze, kot sta ESP in psi, ter načrtoval poskuse za njuno testiranje. Razvil je preprost nabor kart, ki so se prvotno imenovale Zenerjeve karte – danes imenovane tudi ESP karte. Na njih so simboli krog, kvadrat, valovite črte, križ in zvezda. V paketu po 25 kart je pet vsake vrste.
V eksperimentu delovanja telepatije »pošiljatelj« gleda niz Zenerjevih kart, medtem ko »prejemnik« ugiba simbole. Za poskus delovanja jasnovidnosti je paket kart skrit pred vsemi, medtem ko prejemnik ugiba. Kasneje je Rhine s kockami testiral tudi psihokinezo. 
Parapsihološki poskusi na unierzi Duke so vzbudili kritike akademikov in drugih, ki so izpodbijali koncepte in dokaze o ESP. Številni psihološki oddelki drugih univerz so neuspešno poskušali ponoviti Rhineove poskuse.
Leta 1938 je psiholog Joseph Jastrow zapisal, da je večina dokazov o izvenčutnem zaznavanju, ki so jih zbrali Rhine in drugi parapsihologi, anekdotičnih, pristranskih, dvomljivih in rezultat »napačnega opazovanja in znanih človeških slabosti«. Rhineove poskuse so diskreditirali zaradi odkritja, da bi slaba kontrola eksperimentov ali goljufanje lahko pojasnila vse njegove rezultate: npr. preskušanci bi lahko prebirali simbole s hrbtne strani kart ali bi lahko videli in slišali izpraševalčeve subtilne namige.
V šestdesetih letih 20. stoletja so se parapsihologi vedno bolj zanimali za kognitivne komponente ESP, to so subjektivne izkušnje, ki so vključene v odzive ljudi na ESP. To je zahtevalo eksperimentalne postopke, ki niso bili omejeni na Rhineovo priljubljeno metodologijo s kartami. Takšni postopki so vključevali poskuse s telepatijo v sanjah in eksperimente ganzfeld.
Drugi vid je morda dobil takšno prvotno ime zato, ker je veljalo, da je običajen vid prvi, medtem ko je nadnaravni vid sekundarni, omejen na samo nekatere posameznike.

## Znanstveni skepticizem
Parapsihologija je preučevanje nadnaravnih pojavov, vključno z ESP. Parapsihologijo znanstveniki kritizirajo zaradi vedno novega raziskovanja, čeprav po več kot stoletju raziskav ne more zagotoviti prepričljivih dokazov o obstoju kakršnih koli nadnaravnih pojavov. Znanstvena skupnost zavrača ESP zaradi pomanjkanja dokazov o obstoju, pomanjkanja teoretske osnove, ki bi pojasnila ESP, in pomanjkanja pozitivnih eksperimentalnih rezultatov. Številne kritike eksperimentov zunajčutnega zaznavanja se nanašajo zlasti na metodološke pomanjkljivosti. Zato ESP prištevamo med psevdoznanost.
Znanstvena skupnost ekstrasenzornega zaznavanja ne obravnava kot znanstveni pojav.